# Ławica (województwo wielkopolskie)
Ławica – niewielka wieś sołecka w Polsce, położona w województwie wielkopolskim, w powiecie międzychodzkim, w gminie Sieraków.
W latach 1975–1998 wieś administracyjnie należała do województwa poznańskiego.

## Integralne części wsi
| SIMC    | Nazwa  | Rodzaj    |
| ------- | ------ | --------- |
| 0594353 | Popowo | część wsi |

## Historia
Folwark założony ok. poł. XIX wieku na polach wsi Popowo przez Wincentego Ławickiego herbu Ślepowron. W 1926 roku stanowił własność hr. Napoleona Rutkowskiego (1868-1931), później jego spadkobierców. Od 1950 roku jest własnością PGR-u.
Od 1794 roku Ławica należała do Wincentego Prusimowskiego, a następnie do jego potomków. W 1846 roku wieś przeszła w ręce Wincentego Ławickiego. Od końca XIX wieku była w posiadaniu znanego kompozytora, Napoleona Rutkowskiego (1868-1931). Jego najbardziej znany utwór to „Mów do mnie jeszcze”. Hrabia ufundował dzwony w sierakowskim kościele, dom katechetyczny w Sierakowie „Dla dzieci z Ławicy i Popowa” oraz organizował z własnych środków biblioteki polskie w Międzychodzie i Sierakowie.
Dwór został zbudowany ok. poł. XIX wieku (po roku 1846) dla Wincentego Ławickiego. Wielokrotnie, choć w niewielkim stopniu, przebudowywany zachował do dziś pierwotną formę architektoniczną.
Ławica była jednym z nielicznych majątków na Pojezierzu, które w okresie zaboru pruskiego nie przeszły w ręce niemieckie.
Mieszkańcy wsi brali udział w powstaniu Wielkopolskim w 1918 roku.

## Turystyka

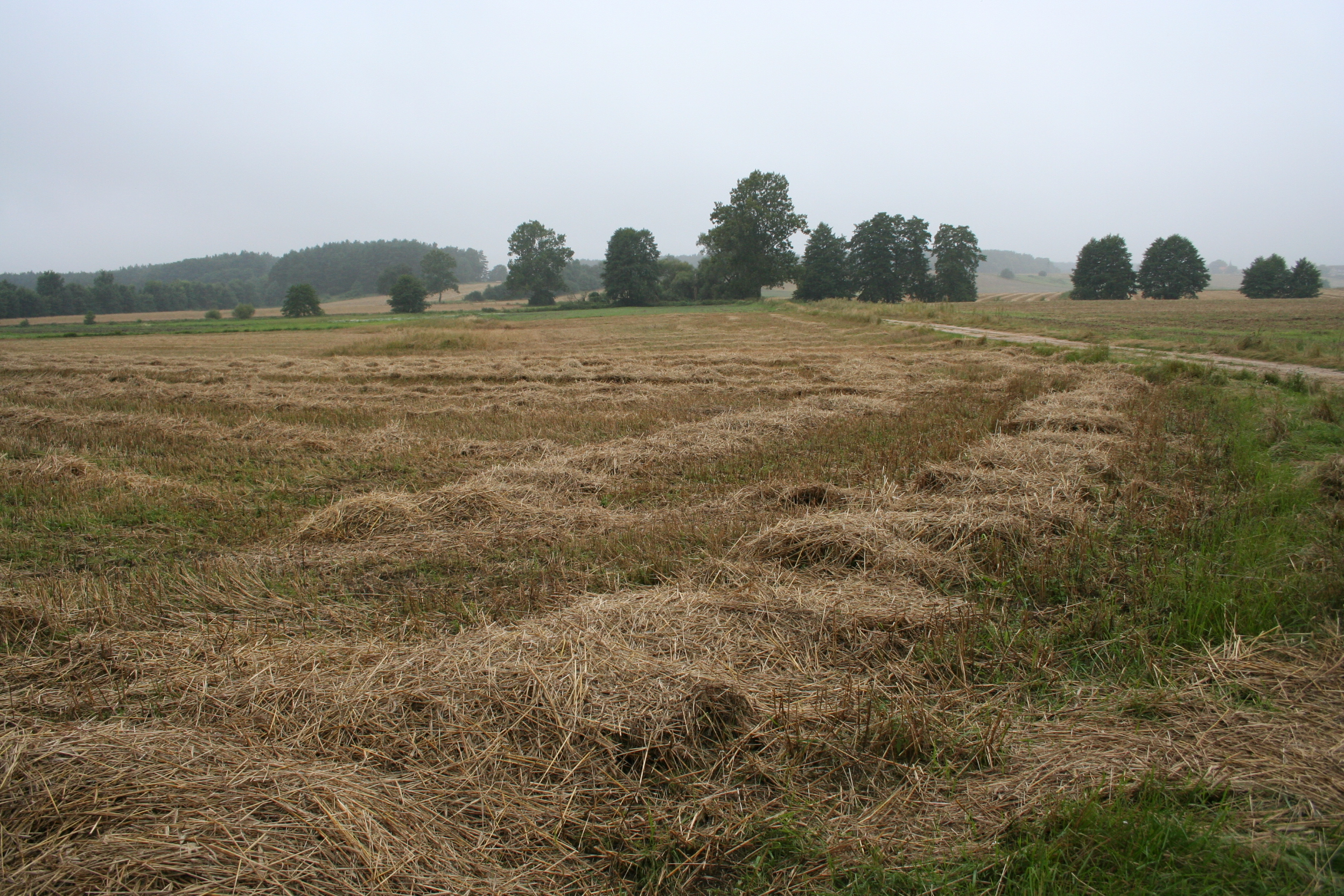
Pola niedaleko wsi Ławica

Jest to malowniczo położona wieś, która znajduje się pomiędzy czterema jeziorami. Na plażę co roku zjeżdżają się turyści, nie tylko z Polski. W parku dworskim rośnie kilka starych dębów o obwodzie dochodzącym do 5 m, buk o obwodzie około 360 cm, modrzew o obwodzie około 310 cm oraz dwa cisy. Przed stodołą, obok słupka z drogowskazami szlaków znajduje się wiele głazów narzutowych zwiezionych z okolicznych pól. Służyły one do budowy domów. Większość z nich nosi ślady odłupań (kiedyś zapewne były większe). Najokazalszy z głazów ma około 360 cm obwodu. Warta zobaczenia jest też figura Matki Boskiej, która niedawno została odrestaurowana, oraz figura św. Antoniego.

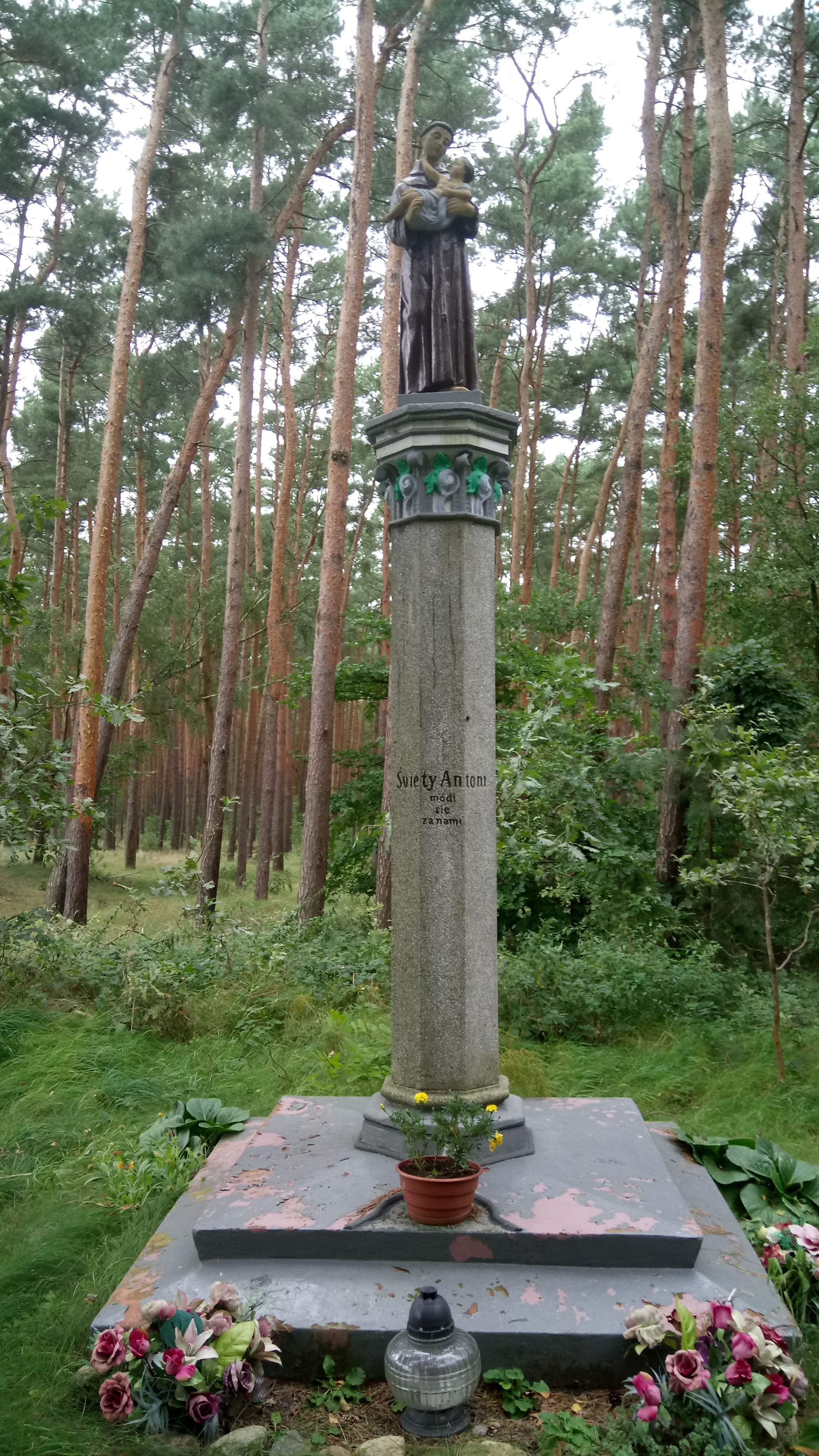
Figura św. Antoniego

### Turystyka rowerowa
- Sierakowska Sieć Szlaków Rowerowych, niebieski: Bucharzewo →  Ławica → Sieraków →  "SSJ" – R8 (18 km)

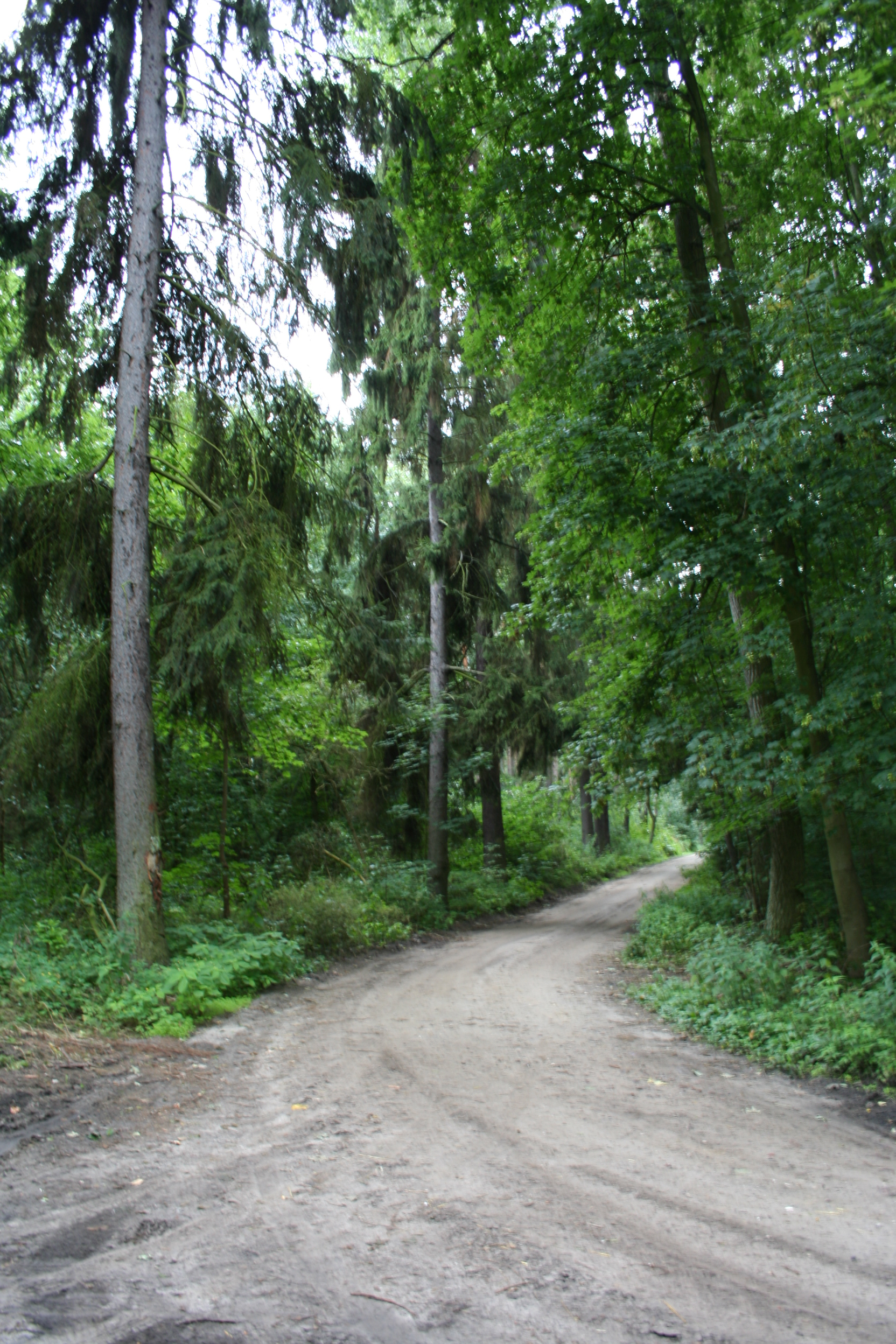
Las mieszany w pobliżu Jez. Ławickiego

- Sierakowska Sieć Szlaków Rowerowych, czarny: Chorzępowo → Zatom Stary → (prom) → Ławica (7 km)

### Turystyka piesza
- Szlak żółty PTTK: Sowia Góra → Międzychód → Zatom Stary (gm.Międzychód) → Ławica- Chalin → Prusim (gm. Kwilcz) → Kamionna → rez. "Dolina Kamionki" → Mnichy → Łowyń (gm.Międzychód) → Nowe Gorzycko (gm. Pszczew) → Wierzbno (gm. Przytoczna) (68,6km)
- Szlak niebieski PTTK: Gorzycko → Międzychód-rynek → Bielsko- jez. Koleńskie (gm.Międzychód) → Ławica → Góra → Sieraków → przez Wartę → Bucharzewo → Kobusz → Miały  (gm.Wronki) (59,6 km)

## Przyroda

### Jeziora
- Jezioro Ławickie- 90,69 ha, jedno z najładniejszych w gminie jezior morenowych (6. lokata w gminie);
- Jezioro Junikowo (in. Junikowe, Janikowe, Janikowo)- 34,11 ha, najbardziej dzikie i nieodkryte jezioro w gminie. Nikt tak naprawdę nie potrafi ustalić jego ustawowej nazwy (11. lokata w gminie);
- Jezioro Putnik (in. Płótnik)- 20,50 ha;
- Jezioro Chalinek- 15,94 ha, bardzo czyste jezioro w pobliżu wsi Chalin.

### Ochrona przyrody
- Teren Sierakowskiego Parku Krajobrazowego
- Obszar Natura 2000
- Drzewa pomnikowe:

W Ławicy znajduje się 6 okazów drzew pomnikowych. Do najstarszych należą 3 okazy cisów, zaś do najbardziej okazałych 3 dęby szypułkowe.
- cis pospolity
- cis pospolity obw. 45 cm, wys. 7 m
- cis pospolity obw. 30,40,50 cm, wys. 12 m
- dąb szypułkowy obw. 360 cm, wys. 20 m
- dąb szypułkowy obw. 500 cm, wys. 30 m
- dąb szypułkowy obw. 420 cm, wys. 35 m

## Demografia
Według danych Urzędu Gminy w Sierakowie, na dzień 1 października 2010 r. Ławicę zamieszkiwało 186 osób. Powierzchnia wsi wynosi 9,49 km², co daje średnią gęstość zaludnienia rzędu 19,6 os. na km² w 2010 r.
| rok     | 1970 | 1978 | 1998 | 1999 | 2010 |
| ------- | ---- | ---- | ---- | ---- | ---- |
| ludność | 160  | 174  | 196  | 203  | 186  |